# ضربة البرق في درنكة
في 2 نوفمبر 1994 ضرب البرق ثلاثة خزانات ديزل ووقود طائرات تعود للقوات المسلحة المصرية بالقرب من قرية درنكة في أسيوط، مصر. الزيت الملتهب المتسرب من هذه الخزانات حملته السيول إلى القرية. وتدمر أكثر من 200 منزل وقضى أكثر من 469 شخصًا نحبهم.

## ضربة البرق
في 2 نوفمبر 1994، ضربت محافظة أسيوط ومناطق مصرية أخرى عاصفة استمرت 5 ساعات. ضرب البرق نقطة على ارتفاع 78.6 متر وبإحداثيات 27°12′N 31°00′E / 27.2°N 31.0°E بالقرب من درنكة، والتي كانت بالقرب من مجمع يضم ثماني خزانات تديرها الهيئة المصرية العامة للبترول وتستخدمها القوات المسلحة المصرية. كانت المسافة بين هذه الخزانات 59 مترًا واشتعلت النيران في ثلاث منها. ويقدر أنه قد تسرب من الخزانات 15,000 طن من الزيت. لم تكن هناك جدران احتواء أو أي حاويات ثانوية توضع لغرض احتواء الزيت، الذي اختلط بماء السيول التي كبحها خط قطار قريب. وبانهيار هذا الخط، وصلت المياه والزيت الملتهب إلى درنكة، وهي قرية يسكنها حوالي 10,000 شخص.

## الأثر
ذكر متحدث لوزارة الصحة المصرية أنه عُثر على 469 جثة من قرية درنكة، وتعتبر المنظمة العالمية للأرصاد الجوية أن هذا هو العدد الكلي للقتلى. قضى 63 شخصًا آخر نحبهم في أسيوط ومناطق أخرى. تدمر أكثر من 200 منزل في درنكة ونزح 20,000 ساكن من القرية والمناطق المجاورة إلى أسيوط. وظل خزان واحد مشتعلًا إلى حلول الليل وقررت السلطات أنه من الأفضل تركه حتى ينطفئ؛ وقد حامت مخاوف أنه يمكن أن يتسبب في اشتعال الخزانات الخمس الأخرى. أعلن محافظ محافظة أسيوط حالة الطوارئ في المحافظة.
تصنف المنظمة العالمية للأرصاد الجوية هذه الحادثة بأنها الأكبر من حيث عدد الضحايا الذي تتسبب به ضربة برق (منذ عام 1873). وأكبر عدد ضحايا تسببت به ضربة برق مباشرة كان 21 شخصًا توفوا بينما كانوا يلتجؤون في كوخ في زيمبابوي عام 1975.
تعرضت العاصمة المصرية ومدن أخرى لأمطار غزيرة في يوم 2 نوفمبر والأيام اللاحقة؛ تسببت الأمطار في توقف حركة مترو القاهرة ووقوع انهيارات في طريق القاهرة-الشرقية وتضرر مناطق المساكن العشوائية في القاهرة.